# Dick Edgar Ibarra Grasso
Dick Edgar Ibarra Grasso   (Concordia, 17 de gener de 1914 - Buenos Aires, 13 de juliol de 2000) va ser un investigador argentí que va explorar la possibilitat de colonització d'Amèrica per diversos grups ètnics antics.
Va ser el primer a identificar les costes de l'Equador i el Perú als mapes de Ptolemeu i de Marí de Tir a l'anomenada Península de Cattigara (o Cua de Drac). Va basar algunes de les seves hipòtesis en els suggeriments fets per l'historiador argentí Enrique de Gandía al llibre Primitivos navegantes vascos (1942).
Va ser considerat per Paul Gallez, membre de l'Escola Argentina de Protocartografia.

## Biografia
Va néixer a Concordia (Argentina), fill d'Alberto Ibarra i Ada Grasso. Va viure a diferents localitats per la professió del seu pare: mariner. No va assistir a l'escola i va ser instruït pel seu pare.
Als seus 27 anys es va mudar a Bolívia, on va fer investigacions i va participar de la fundació de diferents entitats culturals. Durant tota la seva vida es va mantenir actiu en el camp de la investigació brindant xerrades formatives fins a l'any de la seva mort, i dirigint una expedició a Tiahuanaco el 1999, als 85 anys d'edat.
Va morir el 2000 i va ser sepultat al Cementiri de la Chacarita.

## Investigació en Los Andes
A partir de 1940 va treballar a Bolívia com a arqueòleg i antropòleg autodidacta. Allà va passar 23 anys, realitzant investigacions a tot el país en 32 expedicions. Va fundar el 1951 el museu de la Universitat Major de San Simón (UMSS) del qual va ser el primer director; a Chuquisaca va promoure la fundació de la secció antropologia del museu de la Casa de Moneda de Bolívia, a la col·lecció de la qual va realitzar donacions; el 1963 va fundar l'Escola d'Antropologia, la primera de Bolívia i tercera de Llatinoamèrica. Fou membre fundador de l'Acadèmia de Ciències de Bolívia, entitat de la qual fou nomenat vocal vitalici. El 1957, juntament amb Carlos Ponce Sanginés i altres personalitzats de la naixent arqueologia a Bolívia, va organitzar la primera Taula Rodona d'arqueologia Boliviana.
A Bolívia el seu principal tema d'investigació va ser l'escriptura indígena, que al respecte esmentava:
| « | Quan el 1940 vam anar a Bolívia, ja amb algunes dades sobre l'existència, a la vora del Titicaca d'una escriptura jeroglífica, no va ser difícil trobar-la en ple ús per milers d'indígenes i amb formes que ningú no havia vist abans. Aconseguim textos escrits en paper, cuir, argila i pedra. La traducció dels signes no va oferir cap dificultat, ja que els mateixos indígenes que van vendre els textos ens van llegir els escrits. | » |

La col·lecció de l'Institut d'Investigacions Antropològiques i Museu Arqueològic de la Universitat Major de San Simón (UMSS), successor del museu fundat per Ibarra, conserva 30 peces recollides per ell a Copacabana, i peces de la vall de Chuquisaca, llocs on Ibarra Grasso va fer investigacions sobre l'escriptura indígena andina.
El 2008 María Augusta Machado, museòloga i escriptora brasilera, va lliurar al govern de Bolívia una col·lecció de 450 cartes i documents relacionats amb Ibarra Grasso.

## Docència
A l'escola d'antropologia de la UMSS va ser docent de Ramón Sanzetenea i Mario Montaño Aragón. A l'Argentina va ser docent de la Universitat Nacional de Tucumán (UNT) i la Universitat Nacional de Rosario (UNR).

## Reconeixements i homenatges
- Va ser nomenat Doctor Honoris Causa per la Universitat Major de San Simón (UMSS).
- Va rebre la condecoració Còndor dels Andes, la més alta de l'estat bolivià en el grau Gran Comendador el 1990.[17]
- Reconeixement ordre Agustín Aspiazu, el 1998 per la Prefectura del Departament de La Paz.[8]
- El Centre d'Informació i Documentació de l'INIAM porta el seu nom.

## Publicacions (selecció)
Entre la seva producció intel·lectual hi ha 35 llibres, i nombroses publicacions, entre elles:
- Historia de la navegación primitiva (en castellà), 1949.
- La escritura indígena andina (en castellà).  Biblioteca paceña, Alcaldía Municipal de La Paz, 1953.
- Tiahuanaco (en castellà).  Cochabamba: Ed. Atlantic, 1956.
- Lenguas indígenas americanas (en castellà).  Buenos Aires: Ed. Nova, 1958.
- The ruins of Tiahuanaco (en anglès).  Cochabamba: Ed. Atlantic, 1959.
- Mapa arqueológico de Bolivia (en castellà).  La Paz: Ministerio de Educación, 1962.
- Las bases de una ciencia nueva (en castellà).  Cochabamba: Universidad Mayor de San Simón, 1964. (en col·laboració amb Carlos Albert)
- Lenguas indígenas de Bolivia (en castellà).  Cochabamba: Universidad Mayor de San Simón, 1964.
- Prehistoria de Bolivia (en castellà).  La Paz; Cochabamba: Editorial "Los Amigos del Libro", 1965.
- La representación de América en Mapas romanos de los tiempos de Cristo (en castellà).  Buenos Aires, Argentina: Ediciones Ibarra Grasso, 1970.
- La verdadera historia de los Incas (en castellà).  La Paz; Cochabamba, Bolivia: Editorial "Los Amigos del Libro", 1978.
- América en la prehistoria mundial (en castellà).  Buenos Aires: Tipográfica editora argentina, 1982.
- Breve Historia de las Razas de América (en castellà).  Buenos Aires: Editorial Claridad, 1989.
- Los hombres Barbados en la América precolombina: razas indígenas americanas (en castellà).  Buenos Aires: Editorial Kier S.A., 1997.
- «Novedades Sobre la Verdadera Historia de los Incas» (en anglès). Journal of Inter-American Studies, 5(1), 1963, pàg. 9-30.
- Cosmogonía y Mitología Indígena Americana (en castellà).  Editorial Kier, 1997. ISBN 9789501700640.
- 30.000 años de prehistoria en Bolivia ( PDF) (en castellà).  Andes ACD, 1986. (coautor junt amb Roy Querejazú).